# NGC 6255
NGC 6255 este o infrared source⁠(d) situată în constelația Hercule. A fost descoperită în 16 mai 1787 de către William Herschel. Se află la o distanță de 18,03 megaparseci de Pământ.